# Tritaxilininae
Tritaxilininae es una subfamilia de foraminíferos bentónicos de la familia Eggerellidae, de la superfamilia Eggerelloidea, del suborden Textulariina y del orden Textulariida. Su rango cronoestratigráfico abarca desde el Eoceno hasta la Actualidad.

## Discusión
Clasificaciones previas incluían Tritaxilininae en la familia Valvulinidae, de la superfamilia Textularioidea, del suborden Textulariina y del orden Textulariida.

## Clasificación
Tritaxilininae incluye al siguiente género:
- Tritaxilina

Otro género considerado en Tritaxilininae es:
- Clavulinella, aceptado como Tritaxilina